# Сова Андрій Олегович
Андрій Олегович Сова; (нар. 14 серпня 1980, Львів) — український історик.
Доктор історичних наук. Дійсний член Наукового товариства ім. Шевченка і голова комісії тіловиховання і спорту ім. І. Боберського. Один із засновників Центру незалежних історичних студій і комісії тіловиховання і спорту ім. І. Боберського Наукового товариства ім. Шевченка.

## Життєпис
Андрій Сова народився 14 серпня 1980 року в м. Львові.
Навчався в 1987—1997 рр. у Львівській середній школі № 51 імені Івана Франка.
Закінчив історичний факультет Львівського національного університету імені Івана Франка (1997—2002), магістратуру історичного факультету Львівського національного університету імені Івана Франка (2002—2003); аспірантуру Львівського національного університету імені Івана Франка (2003—2007).
Працював учителем історії, географії та права Милятичівської СШ Пустомитівського р-ну Львівської обл. (2003);
- керівник гуртка у Будинку юного туриста Залізничного р-ну Львова (2004—2005);
- науковий співробітник Центру досліджень визвольного руху у Львові (2006—2007);
- асистент (2008), старший викладач (2010), заступник завідувача (2009—2010), доцент (2011) кафедри історії і політології юридичного факультету Львівської комерційної академії;
- науковий співробітник (2010) відділу джерел з новітньої історії України Інституту української археографії та джерелознавства ім. М. С. Грушевського НАН України; науковий співробітник (2011) Львівського відділення ІУАД ім. М. С. Грушевського НАН України;
- доцент кафедри гуманітарних дисциплін (2013—2014), доцент кафедри олімпійської освіти (від 2013) Львівського державного університету фізичної культури імені Івана Боберського.

Член Українського геральдичного товариства (від 2006), член Ради УГТ (2019); член Групи з історії та музейництва Пласту «На сліді» (від 2006); Науково-культурологічного товариства «Бойківщина» (від 2007); член Наукового товариства ім. Шевченка (від 2007), секретар комісії спеціальних (допоміжних) історичних дисциплін (2011—2017), секретар комісії тіловиховання і спорту імені І. Боберського (2015—2021), голова комісії тіловиховання і спорту імені І. Боберського (від 2021 р.), дійсний член НТШ (2017); засновник і заступник директора Центру незалежних історичних студій у Львові (від 2009 р.).
Андрій Сова, окрім наукових студій про Івана Боберського, інтенсивно провадив кампанію з популяризації його життєвого і творчого шляху й доклав зусиль до присвоєння Львівському державному університету фізичної культури імені Івана Боберського.

## Доробок
Кандидат історичних наук (2009), доцент (2015), доктор історичних наук (2020), старший дослідник (2022), професор (2023).
Тема дослідження кандидатської дисертації: «Символіка українських молодіжних організацій „Сокіл“, „Січ“, „Пласт“ та „Луг“ у Галичині (кінець XIX століття — 1939 р.)». Науковий керівник — А. Б. Гречило.
Докторська дисертація на тему: «Суспільно-культурна, військово-політична та освітньо-виховна діяльність Івана Боберського (1873—1947)».
Напрями наукових досліджень: історія України та української культури, історіографія та джерелознавство історії України, спеціальні історичні дисципліни, український визвольний рух, українська тіловиховна традиція і спорт.
Автор та співавтор низки наукових, науково-популярних і навчально-методичних праць.
Член редколегій журналу «Брідщина — край на межі Галичини й Волині», «Генеалогічні записки», «Новітня доба», «Пластовий шлях», «Сфрагістичний щорічник», «Українська тіловиховна традиція».
Книга «Іван Боберський — основоположник української тіловиховної і спортової традиції» стала кращою на Львівському книжковому форумі 2018 року у номінації «Популяна наукова література».

## Найважливіші друковані праці
- Українська Повстанська Армія. Історія нескорених / В. В'ятрович (відпов. ред.), Р. Грицьків, І. Дерев'яний, Р. Забілий, А. Сова, П. Содоль. — Львів, 2007. — 352 с., іл.
- Роман Шухевич — пластун. Юнацькі та молоді роки Головного Командира Української Повстанської Армії / Упорядник Андрій Сова. — Київ–Львів–Івано-Франківськ, 2007. — 168 с.
- The Ukrainian Insurgent Army: A History of Ukraine's Unvanquished Freedom Fighters / V. Viatrovych, R. Hrytskiv, I. Derevianyj, R. Zabilyj, A. Sova, P. Sodol’. — Lviv, 2007. — 80 p.
- Українська Повстанська Армія. Історія нескорених / В. В'ятрович, Р. Грицьків, І. Дерев'яний, Р. Забілий, А. Сова, П. Содоль. — Львів–Київ, 2008. — 86 с.
- Хома І. Я. Історія української культури: навч. посібник / І. Я. Хома, А. О. Сова, Ж. В. Мина; за ред. І. Я. Хоми. — Львів: Видавництво Львівської політехніки, 2012. — 356 с.
- Аліман М., Войнаш Л., … Сова А. та ін. Споживча кооперація України. Від зародження до сьогодення: монографія / За заг. ред. С. Гелея. — Львів: Видавництво Львівської комерційної академії, 2013. — 976 с.; 650 іл.
- Сова А. Сфрагістичні пам'ятки січового руху в Галичині першої третини XX століття. — Львів: ЛДУФК, 2014. — 72 с. — (Серія 1. Дослідження. Вип. 1).
- Мартиролог Українського Пласту / Укладачі: Свідзинська О. (відп. ред.), Сова А., Юзич Ю. — Львів: Дизайн-студія «Папуга», 2015. — 432 с.
- Сова А., Тимчак Я. Іван Боберський — основоположник української тіловиховної і спортової традиції / за наук. ред. Євгена Приступи. — Львів: ЛДУФК; Апріорі, 2017. — 232 с. : іл.
- «Українському громадянинови». Моральні настанови Івана Боберського. З нагоди 145-ліття від дня народження / Упорядкування Андрія Сови, оформлення Романа Метельського. — Львів, 2018. — 24 с.
- Роман Шухевич у громадсько-політичному житті Західної України 1920—1939 рр.: спогади, документи, світлини / Упоряд. і відп. ред. Андрій Сова; Центр незалежних історичних студій. — Львів: Апріорі, 2019. — 816 с.
- Сова А. О. Іван Боберський: суспільно-культурна, військово-політична та освітньо-виховна діяльність: монографія; Інститут українознавства імені Івана Крип'якевича НАН України; Львівський державний університет фізичної культури імені Івана Боберського; Центр незалежних історичних студій. — Львів, 2019. — 512 с. (ISBN 978-966-02-9159-1).

## Нагороди
- Лауреат Премії імені Героя України Степана Бандери (2019)[1].
- Медаль Академії педагогічних наук України «Ушинський К. Д.» (2021)[2].